# Tour della nazionale maschile di rugby a 15 della Scozia 1970
Il Tour della Nazionale di rugby a 15 della Scozia 1970 fu una serie di match di rugby disputati in Australia dalla nazionale di rugby XV della Scozia nella sua prima visita in Australia.
Dopo l'Argentina nel 1969, ora visita l'Australia dove subisce una pesante sconfitta con i Wallabies.

## Risultati principali
| Arbitro: | I.Vanderfield |

| |            | |
| mete: Batterham 2, Cole 2, Hipwell, Rosenblum trasf.: McGill c.p.: McGill | Marcatori  | c.p.: Lauder |
| 15 Arthur McGill 14 John Cole, 11 Rod Batterham 13 Steve Knight, 12 Geoff Shaw 10 Rupert Rosenblum, 9 John Hipwell 8 Hugh Rose, 7 Greg Davis (c), 6 Barry McDonald 5 Alan Skinner, 4 Owen Butler 3 Jake Howard, 2 Peter Johnson, 1 Jim Roxburgh | Formazioni | 15 Jock Turner 14 Mike Smith, 11 Alastair Biggar 13 John Frame, 12 Chris Rea 10 Ian Robertson, 9 Duncan Paterson 8 Ken Oliver, 7 Rodger Arneil, 6 Wilson Lauder 5 Gordon Brown, 4 Peter Stagg 3 Sandy Carmichael, 2 Frank Laidlaw (c), 1 Norm Suddon |

| Bathurst 11 giugno 1970 | NSW Country | 15 – 18 | Scozia XV |  |